# Station Sosnowiec Jęzor
Station Sosnowiec Jęzor is een spoorwegstation in de Poolse plaats Sosnowiec.